# Изложба „Цртеж и мала пластика” (април 1978)
Изложба „Цртеж и мала пластика” се одржала у периоду од 3. до 23. априла 1978. године, у Уметничком павиљону „Цвијета Зузорић” у Београду.

## Уметнички одбор
Избор радова за изложбу је обавио Уметнички одбор Друштва ликовних уметника Београда:
- Славољуб Вава Станковић, председник Одбора
- Стеван Боднаров
- Мило Димитријевић
- Ђорђе Илић
- Драгомир Милеуснић
- Милун Митровић
- Миодраг Нагорни
- Веселин Бањевић

## Излагачи

### Цртеж
1. Драгиша Андрић
2. Момчило Антоновић
3. Милован Арсић
4. Исак Аслани
5. Бошко Атанацковић
6. Софија Беговић
7. Бошко Бекрић
8. Стеван Боднаров
9. Анђелка Бојовић
10. Соња Бриски
11. Коста Бунушевац
12. Биљана Вуковић
13. Зоран Вуковић
14. Душан Гавела
15. Мирослав Гајић
16. Горан Гвардиол
17. Оливера Грбић
18. Миливој Грујић Елим
19. Вјера Дамјановић
20. Фатима Дедић Рајковић
21. Евгениа Демниевска
22. Дуња Докић Николић
23. Драго Дошен
24. Љиљана Дрезга
25. Ђорђе Ђорђевић
26. Ружица Ђорђевић
27. Слободан Ђуричковић
28. Маша Живкова
29. Јован Живковић Јомус
30. Јован Р. Зец
31. Светлана Златић
32. Војислав Јакић
33. Љубодраг Јанковић Јале
34. Иванка Јевтовић
35. Александар Јовановић Бириљ
36. Драган Јовановић
37. Гордана Јоцић
38. Драгана Јовчић
39. Божидар Каматовић
40. Маријана Каралић
41. Бранимир Карановић
42. Божидар Кићевић
43. Слободан Кнежевић
44. Стеван Кнежевић
45. Гордана Крсмановић Коцић
46. Милена Крсмановић
47. Велизар Крстић
48. Сузана Кубинец
49. Радмила Лазаревић
50. Владан Љубинковић
51. Зоран Мандић
52. Бранко Манојловић
53. Љубодраг Маринковић Пенкин
54. Снежана Маринковић
55. Слободанка Мариновић Ступар
56. Бранка Марић
57. Бранислав Марковић
58. Звонимир Марковић
59. Мома Марковић
60. Марио Маскарели
61. Даница Масниковић
62. Велимир Матејић
63. Слободанка Матковић
64. Весна Мијачика
65. Миливоје Миладиновић
66. Драган Милошевић
67. Зоран Миленковић
68. Милун Митровић
69. Савета Михић
70. Душан Мишковић
71. Зоран Мујбеговић
72. Тафил Мусовић
73. Миодраг Нагорни
74. Мирко Најдановић
75. Зоран Настић
76. Марија Недељковић
77. Мирјана Николић Пећинар
78. Дивна Нонковић
79. Лепосава Павловић
80. Ружица Беба Павловић
81. Синиша Пајић
82. Добривоје Петровић
83. Миодраг Петровић
84. Милорад Пешић
85. Гордана Поповић
86. Ставрос Попчев
87. Божидар Продановић
88. Љубица Радовић
89. Славољуб Радојчић
90. Слободанка Ракић Дамјанов
91. Јован Ракиџић
92. Кемал Рамујкић
93. Слободан Роксандић
94. Мирослав Савић
95. Оливера Савић
96. Рада Селаковић
97. Мирко Сикимић
98. Рајко Сикимић
99. Десанка Станић
100. Милан Сташевић
101. Тодор Стевановић
102. Радмила Степановић
103. Мирко Стефановић
104. Жарко Стефанчић
105. Татјана Столповић
106. Миливоје Стоиљковић
107. Добри Стојановић
108. Миодраг Стојановић
109. Миодраг Стојановић
110. Мирослав Стојановић Пирке
111. Трајко Стојановић Косовац
112. Ана Танић
113. Зорица Тасић
114. Миљан Тихојевић
115. Невена Теокаревић
116. Србољуб Траванов
117. Михаило Трипковић
118. Јелена Трпковић
119. Станка Тодоровић
120. Томислав Тодоровић
121. Лепосава Туфегџић
122. Вјекослав Ћетковић
123. Нусрет Хрвановић
124. Томислав Шебековић
125. Александар Шиверт
126. Милош Шкрбовић

### Мала пластика
1. Стеван Боднаров
2. Војислав Вујисић
3. Никола Вукосављевић
4. Савица Дамјановић
5. Милан Жунић
6. Светислав Здравковић
7. Владимир Комад
8. Милан Лукић
9. Душан Марковић
10. Милан Марковић
11. Борислава Недељковић Продановић
12. Мице Попчев
13. Милорад Рашић
14. Станко Стојановић
15. Милорад Ступовски
16. Мира Сандић
17. Томислав Тодоровић